# Marlon Pereira Freire
Marlon Pereira Freire (Rotterdam, 26 maart 1987) is een voormalig Nederlands profvoetballer die doorgaans als middenvelder speelde. Pereira heeft naast de Nederlandse en de Kaapverdische nationaliteit ook Arubaanse roots.

## Clubcarrière
Pereira begon met voetballen in de amateurtak van Sparta Rotterdam. Na ook gespeeld te hebben bij Steeds Hooger en Noorderkwartier, werd hij opgenomen in de talentensectie van amateurclub VUC uit Den Haag, die beoogde spelers klaar te stomen voor clubs in de Hoofdklasse en het betaald voetbal. Willem II haalde Pereira daar weg. Na een proefperiode werd hem een contract aangeboden.

### Willem II
Door financiële krapte bij Willem II mocht Pereira zich in de voorbereiding op het seizoen 2009/10 aansluiten bij het eerste elftal. Hij maakte daarop tijdens oefenwedstrijden tegen PAOK Saloniki en SC Cambuur dusdanig indruk, dat trainer Alfons Groenendijk hem in de eerste wedstrijd van het seizoen tegen Vitesse (3–1 overwinning) met een basisplaats liet debuteren. Lang kon Pereira niet genieten van zijn basisplaats; in de tweede competitiewedstrijd tegen FC Utrecht moest hij zich geblesseerd laten vervangen door Junior Livramento. Hij had een gescheurd spiertje in zijn bovenbeen opgelopen en was enkele weken uitgeschakeld. Eind september 2009 maakte hij tegen PSV (3–1 nederlaag) zijn rentree. In de laatste competitiewedstrijd van het seizoen (Roda JC uit, 3–2 nederlaag) maakte hij zijn eerste doelpunt op het hoogste competitieniveau.
In zijn tweede seizoen (2010/11) speelde Pereira als enige speler in de selectie alle officiële duels mee (zowel Eredivisie als KNVB Beker). Daarmee heeft hij zich een vaste waarde getoond, al kon hij zich niet op één positie richten. Gedurende het seizoen kwam hij zowel in actie als links- en rechtsachter als middenvelder. Hoewel Pereira individueel kon terugkijken op een – cijfermatig – goed seizoen, waren de prestatie van het team teleurstellend. In de KNVB Beker werd in de tweede ronde verloren van FC Zwolle. In de Eredivisie stond Willem II het hele seizoen onderaan in de klassering, wat uiteindelijk ook leidde tot directe degradatie naar de Eerste divisie.
In de Eerste divisie was Pereira pas een vaste waarde in het elftal toen Giovanni Gravenbeek uit de selectie werd gezet. Uiteindelijk kwam hij tot 27 wedstrijden, voornamelijk gepositioneerd als rechtsback. Willem II eindigde op de vijfde plaats en behaalde daardoor de play-offs om promotie en degradatie. Daarin werd afgerekend met Sparta Rotterdam en FC Den Bosch en dus dwong Willem II na een jaar afwezigheid promotie af naar de Eredivisie. Pereira had op dat moment al te horen gekregen dat zijn aflopende contract niet verlengd zou worden en dus sloot hij zijn carrière bij de Tricolores af met een promotiefeest op de Tilburgse Heuvel.

### Botev Plovdiv
Na zijn vertrek bij Willem II zat Pereira een halfjaar zonder club. Begin februari 2013 tekende hij een contract tot het einde van het seizoen bij Botev Plovdiv. Hij speelde bij deze club negen competitieduels.

### Cambuur
Pereira tekende in de zomer van 2013 een in eerste instantie eenjarig contract bij SC Cambuur, dat in het voorgaande seizoen promoveerde naar de Eredivisie. Hij maakte in september 2013 zijn competitiedebuut voor de club, tegen Heracles Almelo. Pereira speelde de volgende drie seizoenen met Cambuur in de Eredivisie, maar werd nooit een basisspeler. Aan het eind van het seizoen 2015/16 volgde degradatie naar de Eerste divisie. Hij kwam dat jaar zelf vijf competitiewedstrijden in actie.

### Beerschot Wilrijk
Pereira tekende in juli 2016 een contract tot medio 2018 bij FCO Beerschot Wilrijk, dat in het voorgaande seizoen promoveerde naar de Eerste klasse amateurs in België. Hier werd hij ploeggenoot van onder anderen Arjan Swinkels, met wie hij eerder drie jaar samenspeelde bij Willem II.

### Jong Sparta en amateurs
Begin 2018 ging hij op amateurbasis voor Jong Sparta Rotterdam in de Tweede divisie spelen. In november 2018 sloot Pereira aan bij SteDoCo. Hier bleef hij drie seizoenen actief. Medio 2022 keerde hij terug bij Steeds Hooger, waar hij een deel van zijn jeugdjaren actief was.

## Interlandcarrière
Op 17 oktober 2018 debuteerde Pereira voor het Arubaans voetbalelftal in CONCACAF Nations League wedstrijd in en tegen Guadeloupe (0-0).

## Statistieken
| Seizoen    | Club           | Competitie     | Competitie | Competitie | Beker | Beker | Internationaal | Internationaal | Overig | Overig | Totaal | Totaal |
| Seizoen    | Club           | Competitie     | Wed.       | Dlp.       | Wed.  | Dlp.  | Wed.           | Dlp.           | Wed.   | Dlp.   | Wed.   | Dlp.   |
| ---------- | -------------- | -------------- | ---------- | ---------- | ----- | ----- | -------------- | -------------- | ------ | ------ | ------ | ------ |
| 2009/10    | Willem II      | Eredivisie     | 20         | 1          | 0     | 0     | —              | —              | 3      | 0      | 23     | 1      |
| 2010/11    | Willem II      | Eredivisie     | 34         | 0          | 1     | 0     | —              | —              | —      | —      | 35     | 0      |
| 2011/12    | Willem II      | Eerste divisie | 27         | 0          | 1     | 0     | —              | —              | 4      | 0      | 32     | 0      |
| 2012/13    | Botev Plovdiv  | A PFG          | 9          | 0          | 0     | 0     | —              | —              | —      | —      | 9      | 0      |
| 2013/14    | Cambuur        | Eredivisie     | 11         | 0          | 1     | 1     | —              | —              | —      | —      | 12     | 1      |
| 2014/15    | Cambuur        | Eredivisie     | 21         | 0          | 2     | 0     | —              | —              | —      | —      | 23     | 0      |
| 2015/16    | Cambuur        | Eredivisie     | 5          | 0          | 1     | 0     | —              | —              | —      | —      | 6      | 0      |
| 2016/17    | Beerschot V.A. | Eerste Klasse  | 14         | 1          | 1     | 0     | 0              | 0              | 0      | 0      | 15     | 1      |
| 2017/18    | Beerschot V.A. | Eerste Klasse  | 0          | 0          | 0     | 0     | 0              | 0              | 0      | 0      | 0      | 0      |
| Clubtotaal | Clubtotaal     | Clubtotaal     | 141        | 2          | 7     | 1     | 0              | 0              | 7      | 0      | 155    | 3      |

Bijgewerkt tot en met het seizoen 14 juli 2021.